# Night Train to Munich
Night Train to Munich is een Britse thriller uit 1940 onder regie van Carol Reed.

## Verhaal
Een Praagse geleerde weet te ontsnappen aan de nazi's. Vervolgens wordt hij echter in Londen ontvoerd en teruggebracht naar Berlijn. Een Britse geheim agent tracht hem opnieuw in Londen te krijgen.

## Rolverdeling
| Acteur            | Personage          |
| ----------------- | ------------------ |
| Margaret Lockwood | Anna Bomasch       |
| Rex Harrison      | Gus Bennett        |
| Paul Henreid      | Karl Marsen        |
| Basil Radford     | Charters           |
| Naunton Wayne     | Caldicott          |
| James Harcourt    | Axel Bomasch       |
| Felix Aylmer      | Dr. Fredericks     |
| Wyndham Goldie    | Dryton             |
| Roland Culver     | Roberts            |
| Eliot Makeham     | Schwab             |
| Raymond Huntley   | Kampenfeldt        |
| Austin Trevor     | Kapitein Prada     |
| Kenneth Kent      | Conducteur         |
| C.V. France       | Admiraal Hassinger |
| Frederick Valk    | Gestapo-officier   |